# ウィリアム・クラウニンシールド・エンディコット

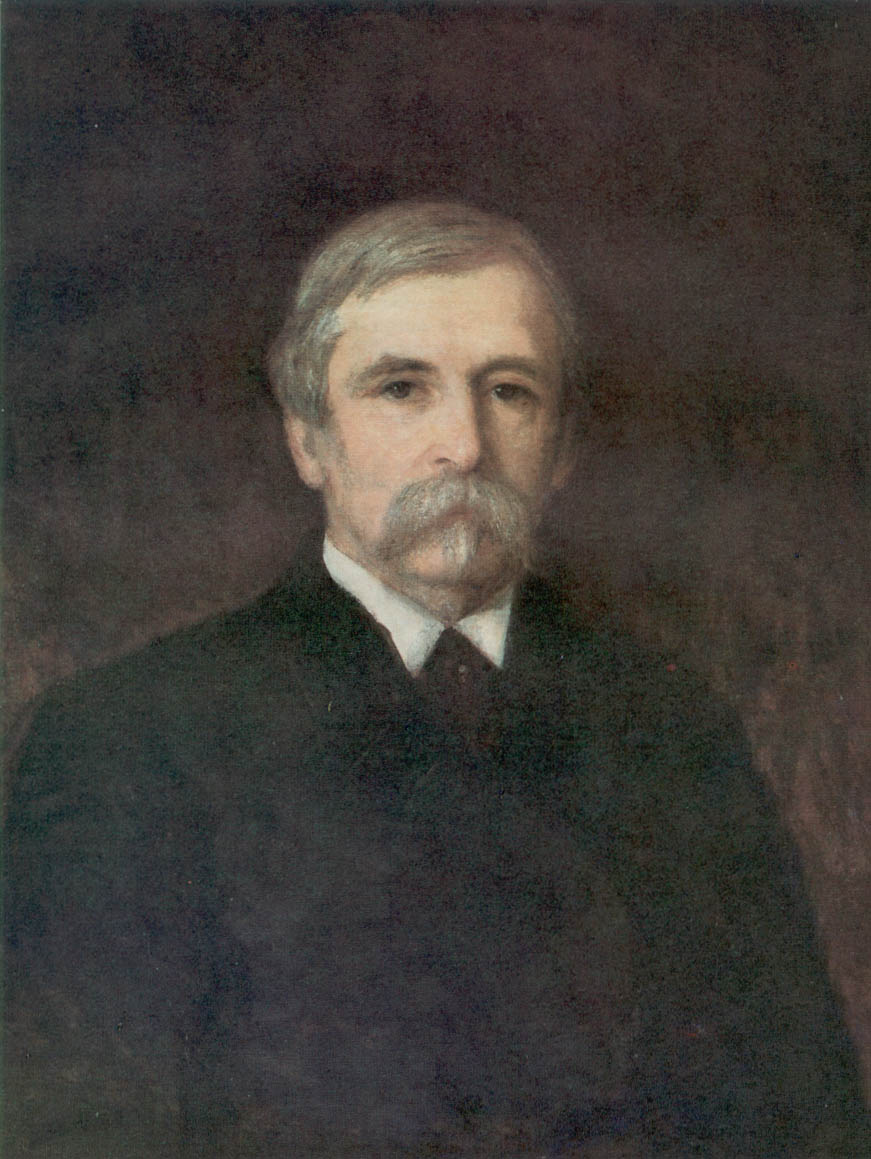
ウィリアム・クラウニンシールド・エンディコット

ウィリアム・クラウニンシールド・エンディコット（William Crowninshield Endicott, 1826年11月19日 - 1900年5月6日）は、アメリカ合衆国の政治家。グロバー・クリーブランド政権で第36代アメリカ合衆国陸軍長官を務めた。

## 生い立ちと初期の経歴
1826年11月19日、エンディコットはマサチューセッツ州セイラムにおいて誕生した。エンディコットは地元のセイラム・ラテン・スクールで教育を受け、1847年にハーバード大学を卒業した。
エンディコットは1847年から1849年までナサニエル・J・ロードの法律事務所で見習いとして働き、法律家としての実務経験を積んだ。エンディコットは続いて1849年から1850年まで同法科大学院に在籍した。1850年、エンディコットはマサチューセッツ州において弁護士として認可を受けた。エンディコットはジェイラス・W・ペリーとともに法律事務所「ペリー・アンド・エンディコット」を設立した。エンディコットは法廷闘争のプロフェッショナルとして名を挙げた。

## 初期の政治経歴

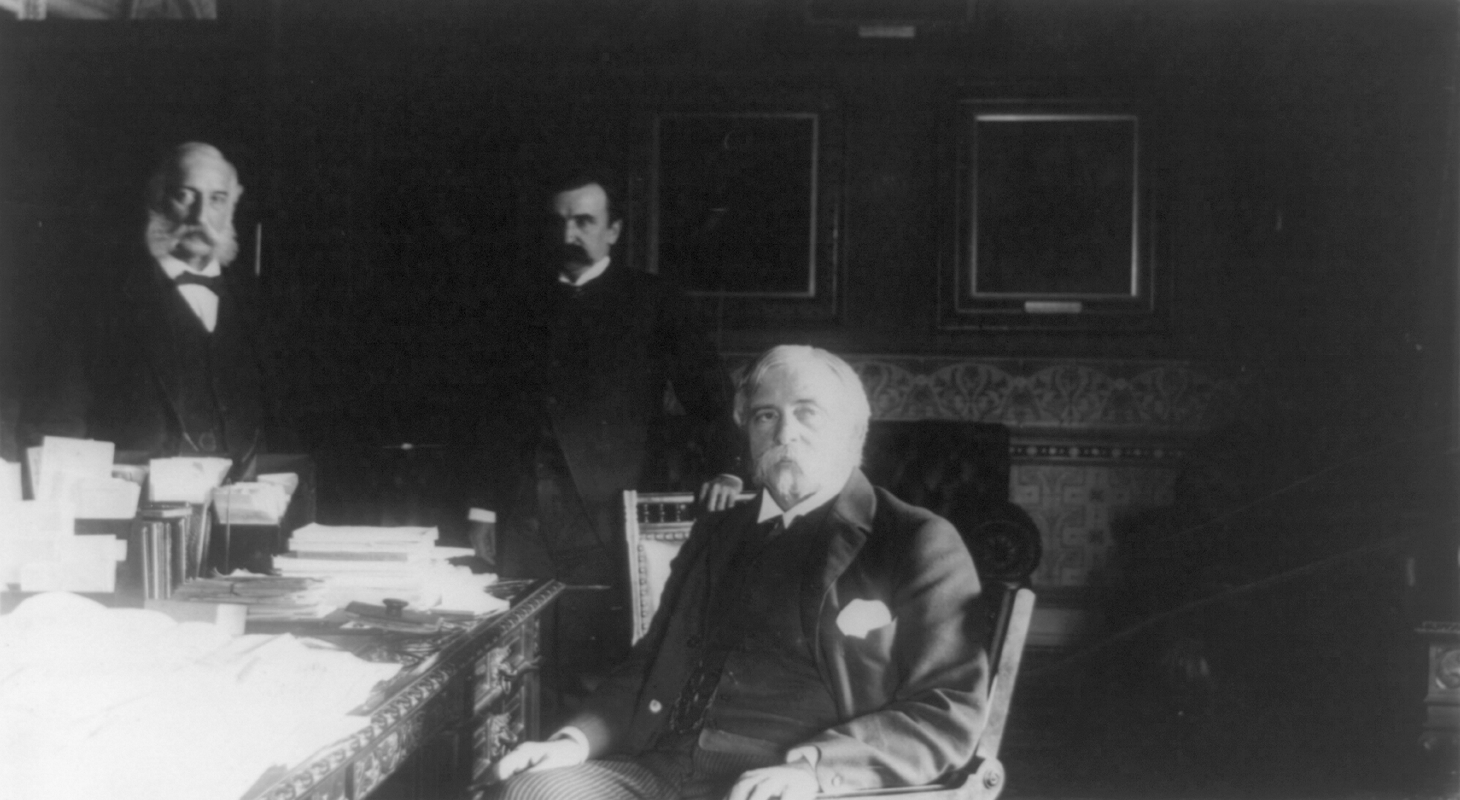
執務室で仕事をするエンディコット

エンディコットは1852年、1853年、1857年にセイラム市議会議員を務めた。1857年には議長も務めた。当初はホイッグ党に所属していたが、1856年に民主党へと移った。エンディコットは1858年から1863年までセイラム市法務官を務めた。
南北戦争後、エンディコットは州検事総長に立候補したが、敗北した。1879年、エンディコットは連邦下院議員選挙に立候補したが、ベンジャミン・フランクリン・バトラーに敗れた。エンディコットは1873年から1882年までマサチューセッツ州最高裁判所判事を務めた。1882年、エンディコットは健康的理由により判事を辞任した。1884年、エンディコットはマサチューセッツ州知事選挙に立候補したが、ジョージ・ロビンソンに敗れた。

## アメリカ合衆国陸軍長官

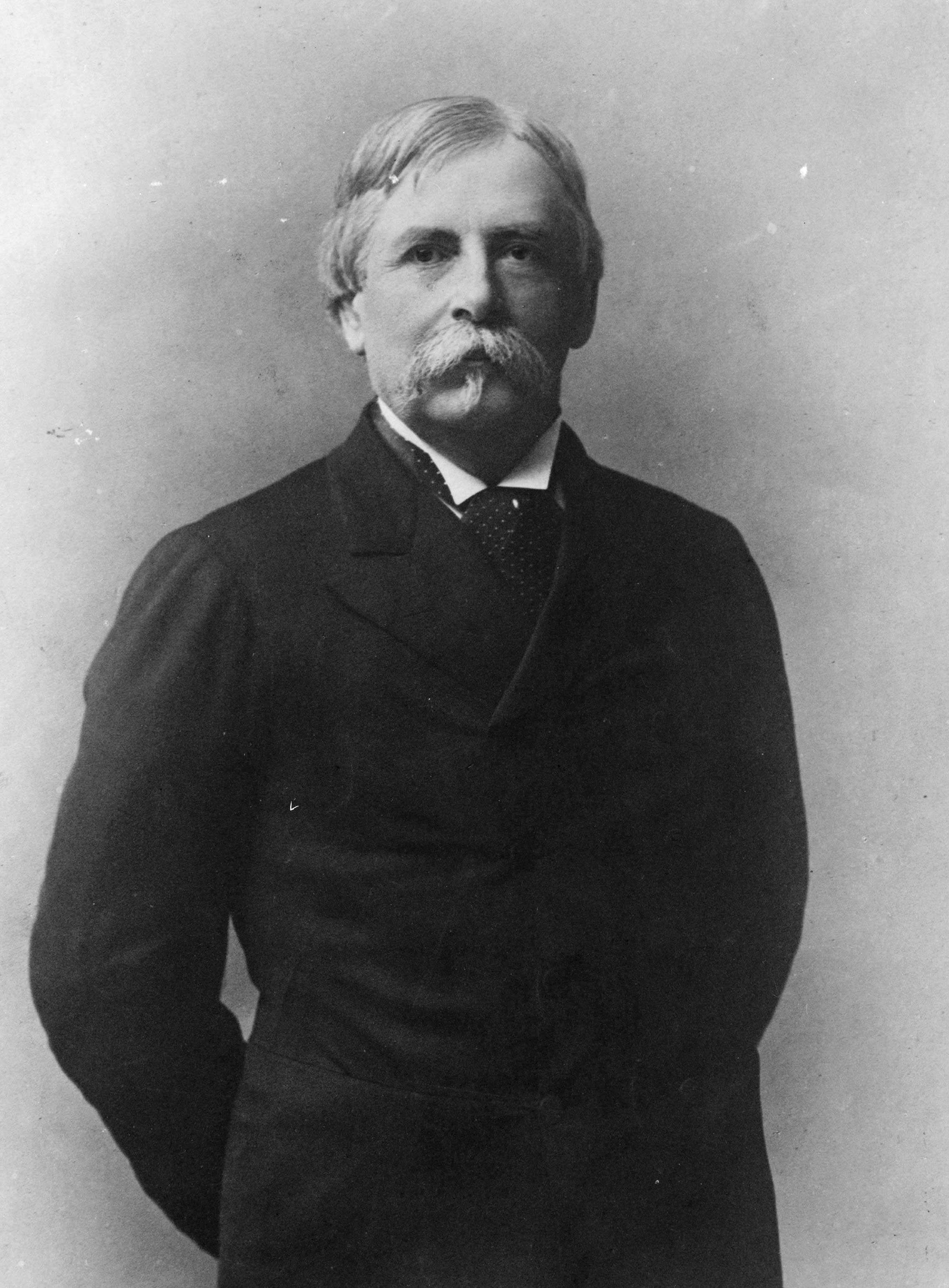
陸軍長官時代のエンディコット

エンディコットは1885年3月5日から1889年3月4日まで、グロバー・クリーブランド大統領の下で陸軍長官を務めた。
エンディコットは陸軍長官として、次のような数多くの重要な改革を実行した。陸軍組織の再編を実施し、将校の昇進試験システムを導入。脱走兵を警察や民間人が拘束し、軍当局に対して明け渡すことができるようにする法律を議会に提案。陸軍省の記録を政府印刷局に印刷・出版してもらえるよう要求。陸軍省と財務省が有する権限をそれぞれ法律で明確に規定し、予算に関する問題の発生を予防するよう提言した。
1885年3月、連邦議会は要塞委員会を設置した。エンディコットは同委員会の中心として、沿岸防衛の強化を進めた。アメリカ東海岸および五大湖の防衛強化を図り、設備の近代化を推進した。

## 晩年
エンディコットはクリーブランドの任期満了に伴い、陸軍長官を退任した。エンディコットは居住地をセイラムからボストンへ移し、1888年から1890年までハーバード大学同窓会の会長を務めた。
1900年5月6日、エンディコットはマサチューセッツ州ボストンで死去した。エンディコットの遺体はセイラム市内のハーモニーグロウヴ墓地に埋葬された。

## 家族

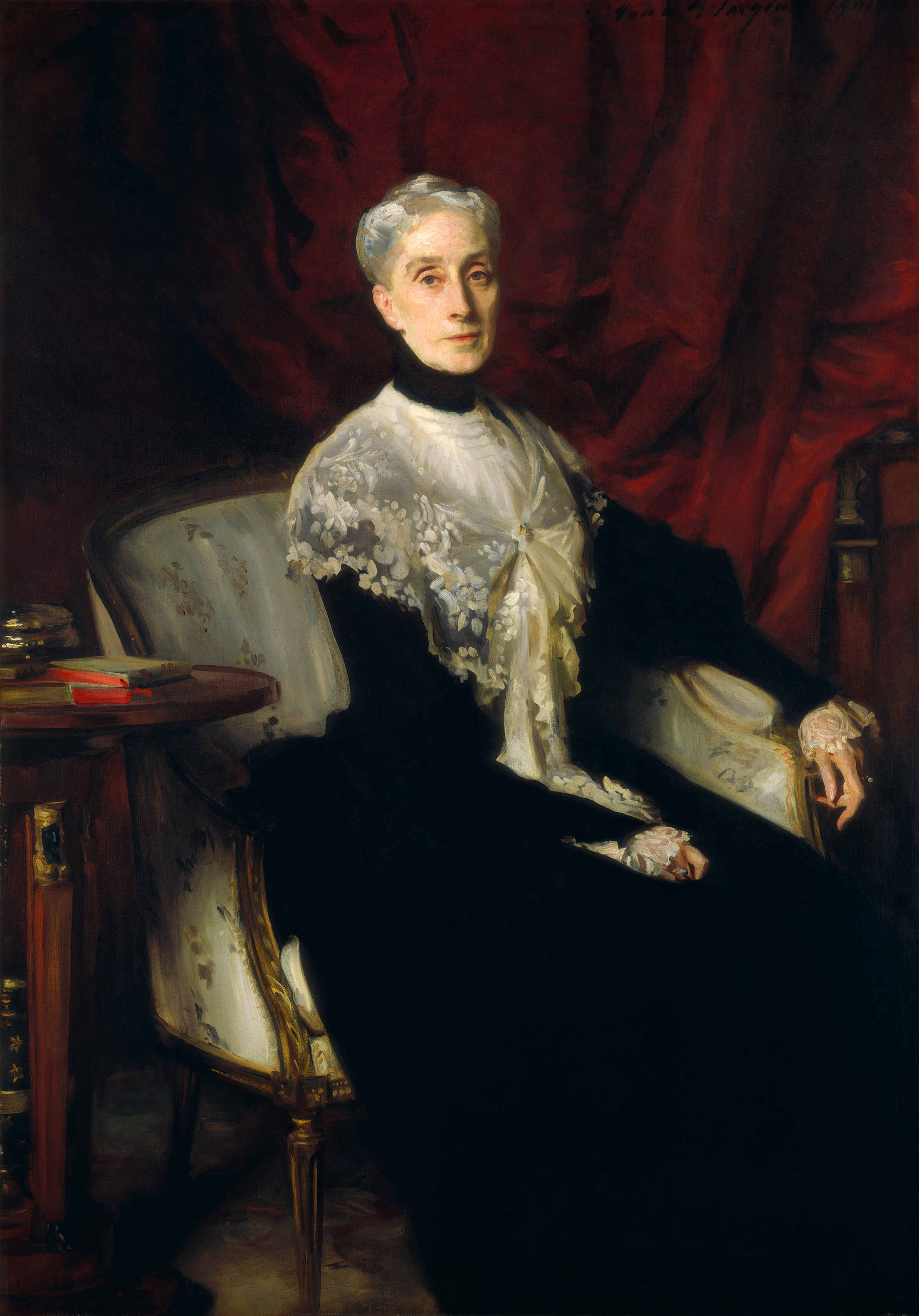
妻エレンの肖像画

父親はマサチューセッツ州セイラム出身の商人ウィリアム・パットナム・エンディコット (William Putnam Endicott, 1803-1888)、母親は連邦下院議員ジェイコブ・クラウニンシールドの娘メアリー・クラウニンシールド (Mary Crowinshield, 1804-1838) であった。
1859年12月13日、エンディコットはセイラム出身のエレン・ピーボディ (Ellen Peabody, 1833-1927) と結婚した。2人の間には1男1女が生まれた。
1. ウィリアム・クラウニンシールド・エンディコット (William Crowninshield Endicott, 1860-1936)
2. メアリー・クラウニンシールド・エンディコット (Mary Crowninshield Endicott, 1864-1957) - ジョセフ・チェンバレンと結婚。